# LayCool
LayCool (raramente estilizado como Lay-Cool ou chamado Team LayCool) foi uma tag team de wrestling profissional, formada por Michelle McCool e Layla. O grupo trabalhava na WWE, mais especificamente na divisão SmackDown, onde exercem a gimmick de heel. Ambas as lutadoras participaram da segunda temporada da 2ª temporada da NXT, como pro do vencedor Kaval.

## No wrestling
- Movimentos de finalização
  - McKick - McCool
  - The Face Lift (Diving somersault inverted facelock jawbreaker)[2] - Layla
  - Faith Breaker[3] (Belly to back inverted mat slam) - McCool
  - The Layout (Sitout Hangman's Neckbreaker)[4] - Layla
- Managers
  - Vickie Guerrero
- Temas de entrada
  - "Not Enough for Me" de Jim Johnston[5]

## Títulos e prêmios
- Pro Wrestling Illustrated
  - PWI Woman of the Year (2010)[6] - McCool
  - PWI colocou Layla na 36ª posição das 50 melhores lutadoras singulares durante a PWI 500 de 2010[7]
  - PWI colocou McCool na 1ª posição das 50 melhores lutadoras singulares durante a PWI 500 de 2010[8]
- WWE
  - WWE Divas Championship (1 vez) - McCool
  - WWE Women's Championship (3 vezes) - McCool (2), Layla (1)
  - Slammy Award por Diva do Ano (2010)[9] - McCool
  - Slammy Award for Knucklehead Moment of the Year (2010)[9] Perdendo para Mae Young na Old School Raw